# Albany (contea di Green, Wisconsin)
Albany è un comune (town) degli Stati Uniti d'America, situata nella contea di Green nello Stato del Wisconsin. La popolazione era di 775 abitanti al censimento del 2000.